# Brzozowo-Chrzczonki
Brzozowo-Chrzczonki – wieś w Polsce, położona w województwie podlaskim, w powiecie białostockim, w gminie Poświętne.
| SIMC    | Nazwa   | Rodzaj    |
| ------- | ------- | --------- |
| 0038416 | Na Polu | część wsi |

Zaścianek szlachecki Chrzczonki należący do okolicy zaściankowej Brzozowo położony był w drugiej połowie XVII wieku w powiecie suraskim ziemi bielskiej województwa podlaskiego.
Wierni kościoła rzymskokatolickiego należą do parafii Przemienienia Pańskiego w Poświętnem.